# Berdoues-Ponsampère
Berdoues-Ponsampère est une ancienne commune du Gers. Créée en 1973, elle est issue de la fusion des communes de Berdoues et Ponsampère. En 1994, Berdoues-Ponsampère devient Berdoues à la suite du rétablissement de Ponsampère,.

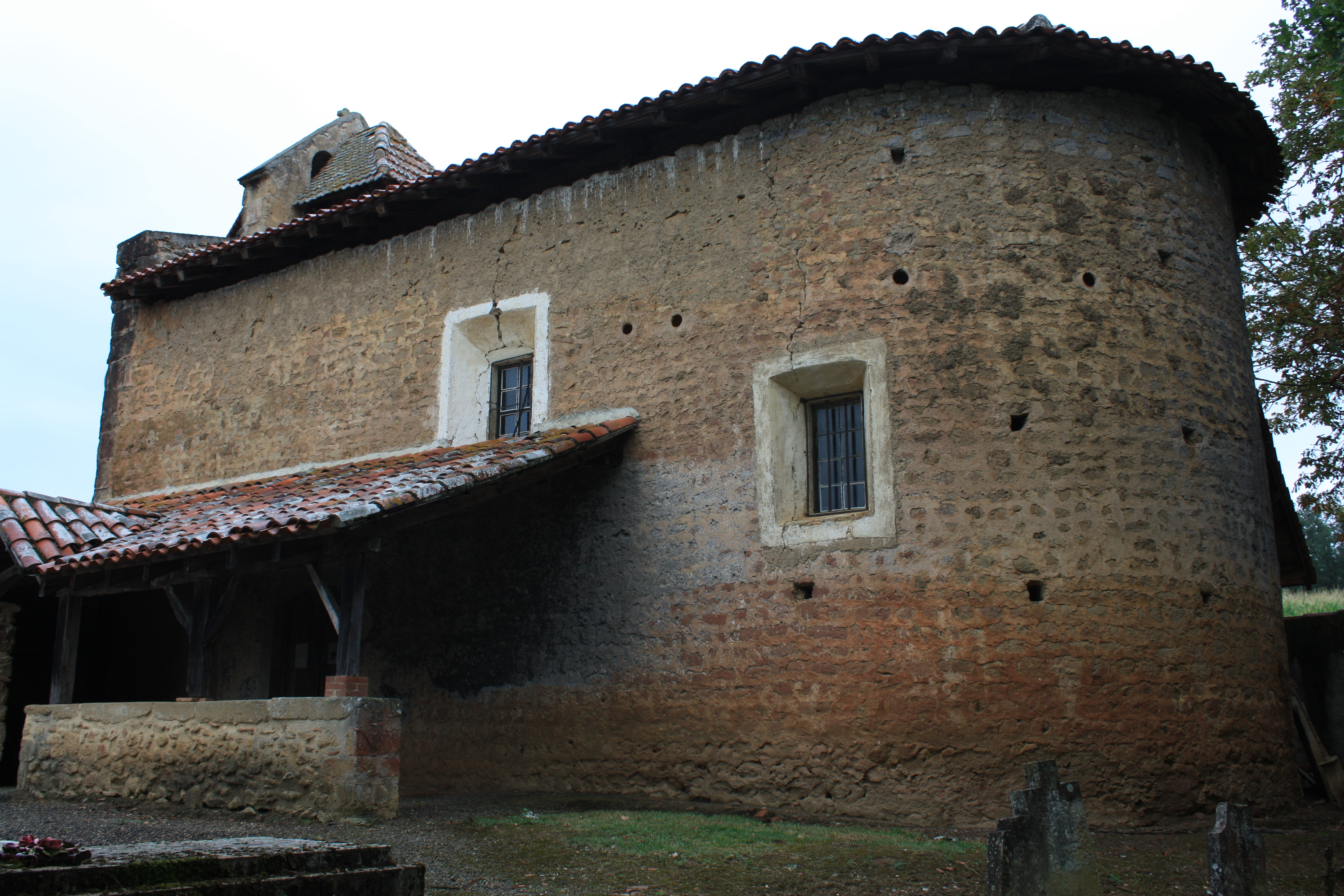
Église Notre-Dame-des-Neiges de Ponsampère.
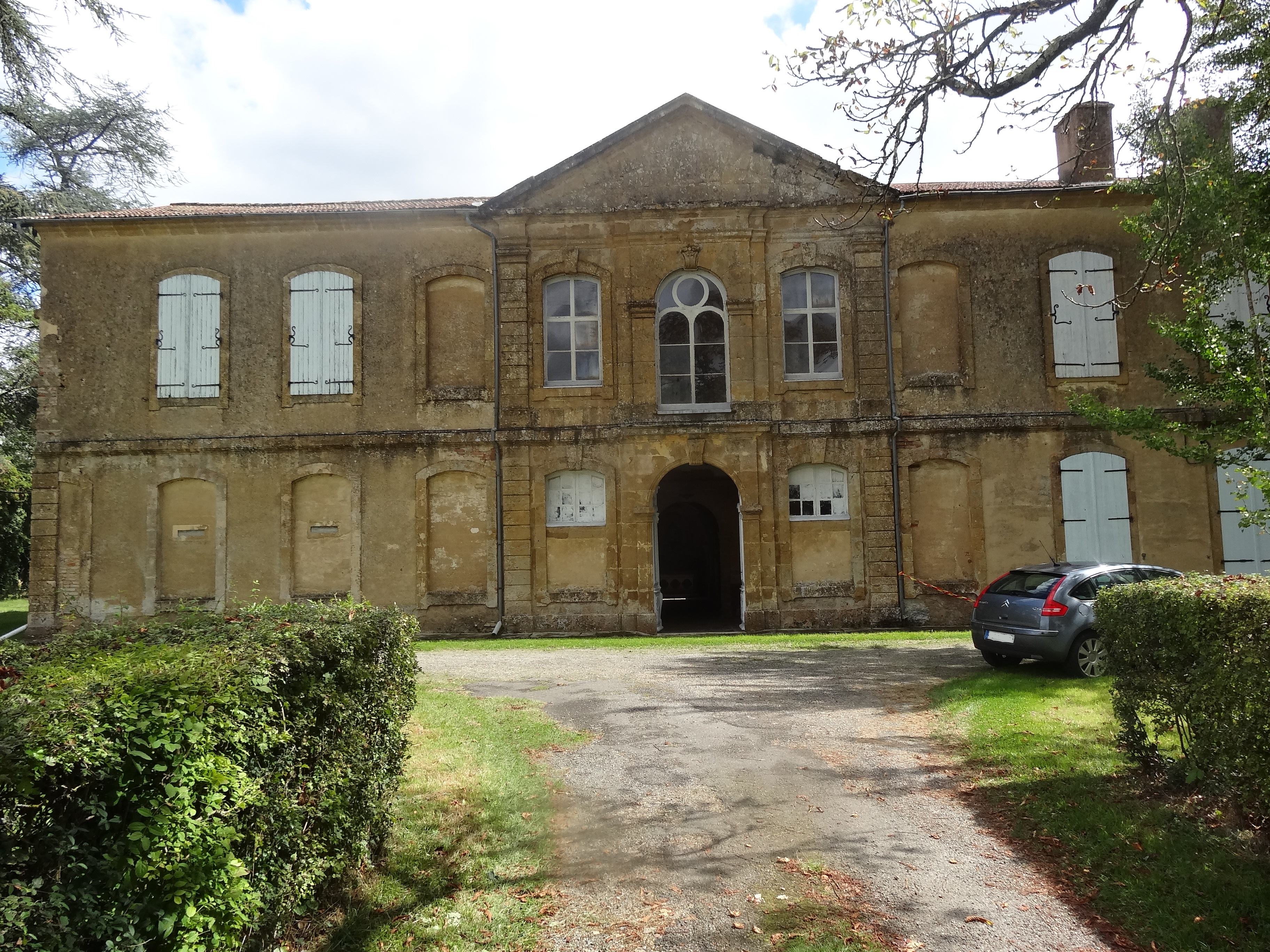
Ancienne abbaye cistercienne de Berdoues.

## Population et société

### Démographie
| 1975 | 1982 | 1990 |
| ---- | ---- | ---- |
| 463  | 445  | 470  |